# François Cluzet
François Cluzet (ur. 21 września 1955 w Paryżu) – francuski aktor filmowy i teatralny.

## Życiorys
Dorastał w Paryżu, gdzie jego ojciec pracował jako kupiec. Porzucił szkołę w wieku 17 lat. Mając osiemnaście lat uczęszczał na lekcje do Cours Simon and Cours de Périmony et Cochet, gdzie studiował dramat pod kierunkiem Jeana Périmony'ego. W 1976 zadebiutował na scenie; następnych kilka lat spędził występując w teatrze.
Pojawił się po raz pierwszy przed kamerą w dramacie Koktajl Mołotowa (Cocktail Molotov, 1980). Następnie występował w filmach: komunistyczno-anarchicznym Wiwat socjalizm! (Vive la sociale!, 1983) jako młody Paryżanin i Mordercze lato (L'Été meurtrier, 1983) z Isabelle Adjani, otrzymując dwie nominacje do nagrody Césara. Grał ludzi mocnych i zdecydowanych, czasem obsesyjnie oddanych swemu zadaniu. Stworzył postać cenionego grafika, wielkiego wielbiciela jazzu i opiekuna czarnoskórego nowojorskiego saksofonisty w dramacie Około północy (Autour de minuit, 1986). Zagrał w opowieści o rasizmie i nietolerancji z punktu widzenia dziecka w filmie Czekolada (Chocolat, 1988). Pojawił się u boku Gérarda Depardieu w filmie Zbyt piękna dla ciebie (Trop belle pour toi, 1989).
W dramacie Agnieszki Holland Olivier, Olivier (1992) wystąpił jako weterynarz, który zostawia rodzinę i udaje się do pracy do Afryki. Następnie brał udział w obrazie o lotnictwie podczas I wojny światowej Boża iskra (L'instinct de l'ange, 1993). W filmie Piekło (L'Enfer, 1994) wcielił się w postać właściciela hotelu, który popadł w ogromne długi, stał się chorobliwie zazdrosny, popadł w depresję, a co za tym idzie w alkoholizm i lekomanię i krok po kroku zbliża się do obłędu, rujnując szczęście swojej rodziny.
Niedługo po tym, za rolę Antoine’a w czarnej komedii Nowicjusze (Les Apprentis, 1995) został nominowany do Cezara. Wystąpił w krótkometrażowym 8-minutowym filmie Rozmowa na szczycie (Dialogue au sommet, 1996). W thrillerze W potrzasku (Je suis un assassin, 2004) zagrał autora thrillerów, który ma zamordować żonę swojego kolegi.
Grał także w filmach hollywoodzkich, m.in. Pret-a-Porter (Prêt-à-porter, 1994) Roberta Altmana czy komedii romantycznej Francuski pocałunek (French Kiss, 1995) z Meg Ryan.
W 2011 zagrał w filmie Nietykalni (Intouchables).

### Życie prywatne
Z nieformalnego związku z aktorką Marie Trintignant ma syna Paula (ur. 1992 w Nîmes). Jest także ojcem Blanche, Josepha i Marguerite.

## Wybrana filmografia
- 1980: Koktajl Mołotowa (Cocktail Molotov), reż. Diane Kurys
- 1980: Dumny koń (Le Cheval d'orgueil), reż. Claude Chabrol
- 1982: Sprzedawca kapeluszy (Les Fantômes du chapelier), reż. Claude Chabrol
- 1982: Od pierwszego wejrzenia (Coup de foudre), reż. Diane Kurys
- 1983: Mordercze lato (L'Été meurtrier), reż. Jean Becker
- 1983: Wiwat socjalizm! (Vive la sociale !), reż. Gérard Mordillat
- 1984: Les Enragés, reż. Pierre-William Glenn
- 1985: États d'âme, reż. Jacques Fansten
- 1985: Elsa, Elsa, reż. Didier Haudepin
- 1985: Rue du départ, reż. Tony Gatlif
- 1986: Około północy (Round Midnight/Autour de minuit), reż. Bertrand Tavernier
- 1987: Stowarzyszenie złoczyńców (Association de malfaiteurs), reż. Claude Zidi
- 1987: Jaune revolver, reż. Olivier Langlois
- 1987: Czekolada (Chocolat), reż. Claire Denis
- 1988: Force majeure, reż. Pierre Jolivet
- 1988: Sprawa kobiet (Une affaire de femmes), reż. Claude Chabrol
- 1988: Ich dwoje (Deux), de Claude Zidi
- 1989: Un tour de manège, reż. Pierre Pradinas
- 1989: Zbyt piękna dla ciebie (Trop belle pour toi), reż. Bertrand Blier
- 1989: Rewolucja francuska (La révolution française), reż. Robert Enrico
- 1991: À demain, reż. Didier Martiny
- 1992: Olivier, Olivier, reż. Agnieszka Holland
- 1992: Sexes faibles, reż. Serge Meynard
- 1992: Boża iskra (L'Instinct de l'ange), reż. Richard Dembo
- 1994: Le Vent du Wyoming, reż. André Forcier
- 1994: Piekło (L'Enfer), reż. Claude Chabrol
- 1994: 3000 scénarios contre un virus (segment L'Appel d'un ami)
- 1994: Prêt-à-Porter (Prêt-à-porter), reż. Robert Altman
- 1995: Francuski pocałunek (French Kiss), reż. Lawrence Kasdan
- 1995: Huzar (Le Hussard sur le toit), reż. Jean-Paul Rappeneau
- 1995: Les Apprentis, reż. Pierre Salvadori
- 1996: Enfants de salaud, reż. Tonie Marshall
- 1996: Le Silence de Rak, reż. Christophe Loizillon
- 1996: Rozmowa na szczycie (Dialogue au sommet), reż. Xavier Giannoli
- 1997: Le Déménagement, reż. Olivier Doran
- 1997: Francuska ruletka (Rien ne va plus), reż. Claude Chabrol
- 1997: La Voie est libre, reż. Stéphane Clavier
- 1998: Egzamin o Północy (L'Examen de minuit), reż. Danièle Dubroux
- 1998: Fin août, début septembre, reż. Olivier Assayas
- 1998: Słodka bezczynność (Dolce Farniente), reż. Nae Caranfil
- 2002: Przeciwnik[1] (L’Adversaire) reż. Nicole Garcia
- 2002: Mon accident, reż. Christian Vincent
- 2002: Wariaci z Karaibów (Mais qui a tué Pamela Rose ?), reż. Éric Lartigau
- 2002: Janis i John (Janis et John), reż. Samuel Benchetrit
- 2002: France boutique, reż. Tonie Marshall
- 2002: La Famille Guérin (serial TV)
- 2003: Quand je vois le soleil, reż. Jacques Cortal
- 2003: W potrzasku (Je suis un assassin), reż. Thomas Vincent
- 2004: La cloche a sonné, reż. Bruno Herbulot
- 2005: Nie mów nikomu (Ne le dis à personne), reż. Guillaume Canet
- 2005: Utracone królestwo (Le domaine perdu), reż. Raúl Ruiz
- 2006: Quatre étoiles, reż. Christian Vincent
- 2007: Moje miejsce pod słońcem (Ma place au soleil), reż. Eric de Montalier
- 2007: La Vérité ou presque, reż. Sam Karmann
- 2007: Gra w czworokącie (Détrompez-vous), reż. Bruno Dega
- 2008: Więzy krwi (Les liens du sang), reż. Jacques Maillot
- 2008: Niebo nad Paryżem (Paris), reż. Cédric Klapisch
- 2009: Początek (À l'origine), reż. Xavier Giannoli
- 2009: Po jednym na drogę (Le dernier pour la route), reż. Philippe Godeau
- 2010: Blanc comme neige, reż. Christophe Blanc
- 2010: Niewinne kłamstewka (Les petits mouchoirs), reż. Guillaume Canet
- 2011: Mon père est femme de ménage, reż. Saphia Azzeddine
- 2011: L'art d'aimer, reż. Emmanuel Mouret
- 2011: Nietykalni (Intouchables), reż. Eric Toledano i Olivier Nakache